# Hexadec-6-eno-1,16-lacton
Hexadec-6-eno-1,16-lacton ist eine organische Verbindung aus der Gruppe der Lactone.

## Isomere
Hexadec-6-eno-1,16-lacton wird auch als Ambrettolid bezeichnet. Dieser Name bezeichnet aber ursprünglich das isomere Hexadec-7-eno-1,16-lacton aus dem Bisamstrauch (Ambrette) aus der Gattung Bisameibisch.

## Reaktionen
Die ringöffnende Polymerisation von Hexadec-6-eno-1,16-lacton ergibt einen ungesättigten, aliphatischen Polyester, der in seinen Eigenschaften Polyethylen ähnelt.

## Verwendung
Hexadec-6-eno-1,16-lacton wird in geringem Umfang als Duftstoff für Kosmetika und Reinigungsmittel verwendet. Die weltweite Verwendungsmenge in diesem Bereich lag gemäß einem Bericht aus dem Jahr 2011 in der Größenordnung von 100 bis 1000 Kilogramm pro Jahr. Gemäß einem neuereren Bericht hat die Menge jedoch abgenommen und liegt inzwischen unter 100 Kilogramm pro Jahr. Es ist in der EU unter der FL-Nummer 10.003 als Aromastoff für Lebensmittel zugelassen.